# Схерфиг, Лоне
Лоне Схерфиг (во многих русскоязычных источниках — Шерфиг; дат. Lone Scherfig; 2 мая 1959, Копенгаген, Дания) — датский кинорежиссёр и сценарист.

## Биография
Родилась в Копенгагене. Её двоюродный дед — известный датский писатель Ханс Шерфиг.
Закончила Датскую национальную киношколу в 1984 году. Работала на телевидении.
Прославилась благодаря снятой в рамках движения «Догма-95» романтической комедии «Итальянский для начинающих» (2000), которая сумела завоевать успех у зрителей и принести режиссёру несколько престижных наград, в том числе — приз «Серебряный медведь» от жюри Берлинского кинофестиваля.
После успеха этого фильма Схерфиг начинает снимать и по-английски. Её лента «Воспитание чувств» (2009) собрала несколько номинаций на «Оскар», премию BAFTA и другие престижные награды.
В 2019 году её картина «Доброта незнакомцев» (в российском прокате — «Реальная любовь в Нью-Йорке») открыла 69-й Берлинский международный кинофестиваль. В ней основной локацией становится русский ресторан «Зимний дворец», а темой — домашнее насилие и жизнь русских в Нью-Йорке. На пресс-конференции режиссёр призналась, что показала в картине китч-версию России, но отметила, что любит страну и имеет «романтизированное представление о русской культуре».

## Фильмография
- 1990 — Путешествие в день рождения / Kaj’s fødselsdag
- 1998 — На наш манер / Når mor kommer hjem
- 2000 — Итальянский для начинающих / Italienska för nybörjare
- 2002 — Уилбур хочет покончить с собой / Wilbur
- 2007 — Тоска по дому / Hjemve
- 2009 — Воспитание чувств / An Education
- 2011 — Один день / En dag
- 2014 — Клуб бунтарей / The Riot Club
- 2016 — Их звёздный час / Their Finest
- 2019 — Реальная любовь в Нью-Йорке / The Kindness of Strangers
- 2023 — Расскажи мне кино / The Movie Teller